# Iom Kipur
Iom Kipur (יום כפור yom kippùr, Ziua ispășirii) - este cea mai însemnată dintre cele trei mari sărbători religioase evreiești. Este o sărbătoare deosebit de sobră și austeră, care cuprinde un post absolut de 25 de ore care marchează Ziua ispășirii. În Tora este numită Yom haKippurim („Ziua ispășirilor”). Este ultima din cele zece „Yamim Noraim” („Zilele Penitenței” sau ale „temerii reverențioase”) care încep cu Anul Nou ebraic, Roș Hașana. 

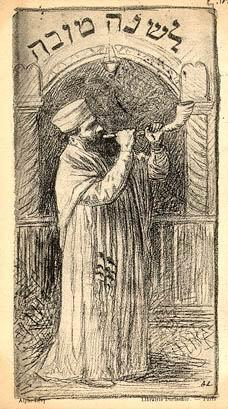
Evreu suflând în şofar (trâmbiță din corn de berbec) în sinagogă, obicei rezervat pentru perioada Anului Nou si a Zilei ispăşirii. Desen de Alphonse Lévy.

În calendarul ebraic Iom Kipur începe la apusul soarelui a celei de-a zecea zi a lunii ebraice Tișrei (lună care corespunde ultimei jumătăți a lui septembrie și primei jumătăți a lui octombrie din calendarul gregorian), și continuă până la apusul soarelui din ziua următoare.
Iom Kipur corespunde următoarelor zile din calendarul gregorian:
| An iudaic | Calendar gregorian |
| --------- | ------------------ |
| 5779      | 19 septembrie 2018 |
| 5780      | 9 octombrie 2019   |
| 5781      | 28 septembrie2020  |
| 5782      | 16 septembrie 2021 |
| 5783      | 5 octombrie 2022   |
| 5784      | 25 septembrie 2023 |
| 5785      | 12 octombrie 2024  |

În calendarul evreiesc, orice zi începe după asfințitul soarelui și se încheie la următorul asfințit al soarelui. Această regulă se aplică, în mod evident, și datelor festive, cum ar fi Iom Kipurul.
Din cauza caracterului sobru al zilei, spre deosebire de toate celelalte sărbători, nu se folosesc nici în ebraică, nici în alte limbi, urări de genul „Yom Kipur fericit”.

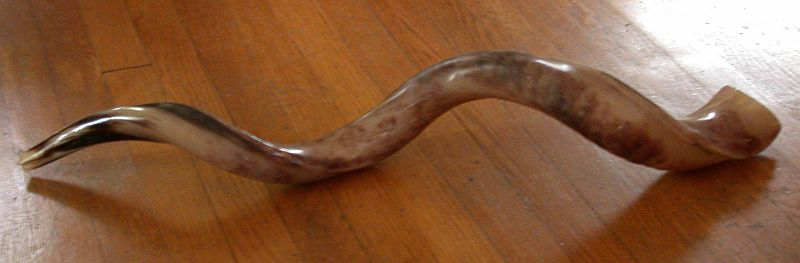
Un șofar în stil evreiesc yemenit.

## Originea biblică
Ritul zilei de Iom Kipur este descris de patru ori în Tora (Pentateuh) (vezi Exod 30,10; Levitic 23,27-31 și 25,9; Numeri 29,7-11). Pe tot timpul postului este absolut interzisă orice fel de mâncare și băutură, inclusiv de apă, așa cum este absolut interzisă orice fel de activitate sau muncă ce ar putea să distragă atenția credinciosului de la penitență și ispășire cu excepția situațiilor în care este în pericol viața unui om. În trecut se prevedea oferirea de sacrificii în Templul din Ierusalim.

## În gândirea ebraică
Iom Kipur este considerat ziua cea mai sfântă și mai însemnată din an, având un caracter aparte față de celealte din cele zece zile de pocăință: o tradiție iudaică spune că, după ce poporul a păcătuit prin idolatrie, YHWH, Binecuvântat fie Numele, s-a răzgândit din intenția de a dărui poporului Legea cea sfântă. Dar când a văzut cum zece zile de-a rândul poporul a stăruit în pocăință, în ziua a zecea (adică, tocmai în ziua de Iom Kipur) Domnul „a iertat păcatul poporului”  și i-a dăruit totuși Legea. Cu alte cuvinte, Iom Kipur celebrează, de fapt, milostenia pe care a arătat-o YHWH poporului său. Așadar tema centrală a sărbătorii este ispășirea și iertarea.
Ziua începe cu așa numitul „tosefet Iom Kipur" - adică o mică parte a zile precedente este deja „ruptă” de cotidian și adăugată zilei de ispășire, astfel ca celebrarea să fie mai îndelungată. Această practică este prescrisă de Halaha. Iom Kipur se termină după asfințitul soarelui, la apariția primelor stele. Persoanele bolnave cer câteva zile mai devreme, sfatul unui rabin competent care verifică dacă starea sănătății lor le permite sau nu acest post greu.
Serviciul liturgic începe cu rugăciunea Kol Nidrei, în limba aramaică, care trebuie să fie recitată chiar înaintea apusului soarelui. Kol Nidrei (cuvinte aramaice care înseamnă „toate promisiunile” sau „toate jurămintele”) reprezintă anularea tuturor jurămintelor pronunțate în decursul anului care vine, precizând totodată că și cele care din slăbiciune, mânie, neștiință sau alte cauze omenești vor fi făcute sunt de asemeni nule; omul credincios, care îl iubește sincer pe YHWH, nu vrea să-l ofenseze cu nimic, chiar dacă din atâtea cauze omenești i se întâmplă, el se căiește încă de pe acum. Conform Jewish Encyclopedia, textul acestei rugăciuni sună astfel: „Toate voturile, toate angajamentele, toate jurămintele și anatemele, care sunt numite 'konam', 'konas', sau cu oricare alt nume, pe care le-am putea rosti sau pentru care am putea fi angajați, să fie șterse din această zi a penitenței și până la următoarea, a cărei revenire o așteptăm cu bucurie, noi ne căim (facem penitență)„.
Iom Kipur completează perioada de penitență a celor zece zile începute cu Anul Nou (ebraic): Roș haȘana. chiar dacă rugăciunile cu care se cere iertarea sunt recomandate pentru toate zilele anului, în aceste zile de penitență ele devin foarte intens trăite.
Rugăciunea de dimineață este precedată de un fel de litanie numită Slihot: în ziua de Iom Kipur acest fel de litanii sunt adăugate din abundență la liturgie.
Moise Maimonide scria: „Totul depinde de cât de mult merită omul ca să-i fie iertate păcatele care apasă asupra lui. Așadar este de dorit să fie înmulțite faptele bune și rugăciunile mai înainte să vină Ziua Pocăinței; ziua mare a socotelii. Cei pe care Dumnezeu îi consideră demni de merite vor fi înscriși în Cartea Vieții. Rugăciunea de Iom Kipur se exprimă: „să intrăm în Cartea Vieții”. Aceeași idee este întâlnită și în urarea de Noul An: „Să poți fi înscris (în Cartea Vieții) pentru un nou an fericit!”
Ziua Pocăinței a supraviețuit chiar distrugerii Templului, în 70 e.c., când celelalte practici de sacrificii au trebuit abandonate .
Midraș Sifra preciza: „Chiar dacă nu va mai fi oferit nici un sacrificiu, această zi își va păstra rostul ei de ispășire”. Textele ebraice teologice , ca și cele juridice, precizează că în această zi nu trebuie făcută nici o altă lucrare care să nu fie penitența. Penitența este condiția absolut necesară pentru oricare altă formă de ispășire, cărora le și dă semnificație.
Talmud Yoma face o precizare teologică, dar cu o mare valoare socială : „Ziua Ispășirii îl achită pe om de vinovăție înaintea lui Dumnezeu, dar nu și înaintea persoanei ofensate până când nu va obține iertarea explicită de la cel în cauză”, care - bineînțeles - este îndemnat să ierte pentru a primi la rândul său iertarea de la Domnul, căci, „nu i se va ierta celui care nu iartă”.
În acest sens oricine este chemat și îndemnat să pună capăt oricărei neînțelegeri sau dispute, înainte de a începe ziua de post. Până și suflete celor răposați sunt incluse în comunitatea celor de iertat în marea Zi a Ispășirii. 
Contrar aparențelor și credinței populare, in ciuda austeritatii și gravității sale, Iom Kipur nu este o zi a tristeții. Evreii sefarzi numesc această sărbătoare „Postul Alb”. Tocmai de aceea - mulți dintre ei - au obiceiul ca în această zi să îmbrace exclusiv haine de culoarea albă, tocmai pentru simboliza candoarea (nevinovăția obținută prin iertare) a sufletelor lor.

## Liturgia

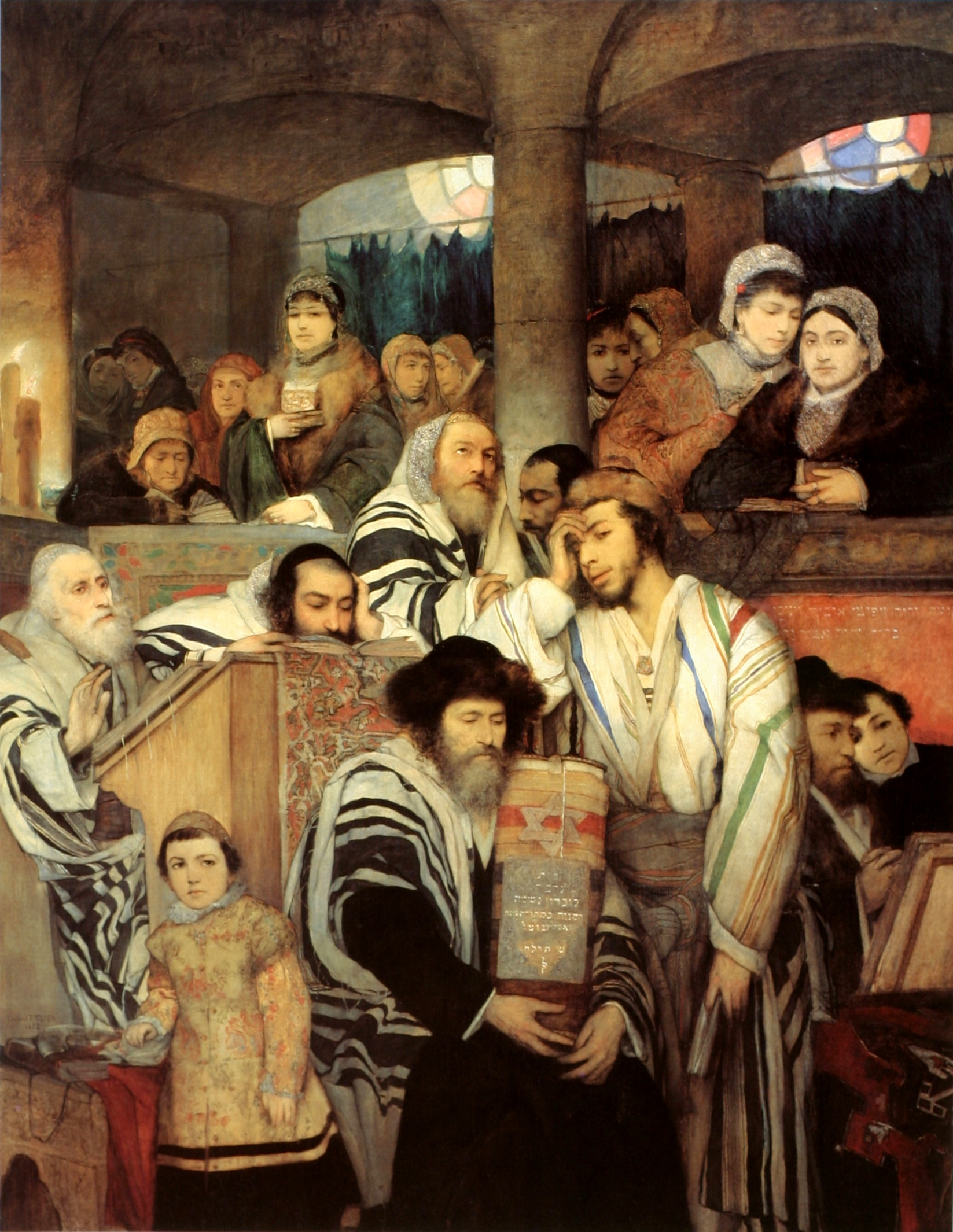
Credincioși evrei care se roagă în Sinagogă în ziua de Iom Kipur

Pentru recitarea Rugăciunii de seară este îmbrăcat un Tallit (un veșmânt specific pentru rugăciune de formă rectangulară). Ne'ilá este slujba specială care se celebrează numai în ziua de Iom Kipur și încheie sărbătoarea. Iom Kipur se încheie cu sunetul șofar-ului. Foarte mare importanță se acordă textului liturgic în care este narată ceremonia din vechime din Templul din Ierusalim.
Cântările sunt pe un ton de lamentare,  astfel încât dau expresie atât neliniștii individuale cât și plânsului unui popor adesea vitregit de soartă. În Ziua Ispășirii credinciosul evreu renunță de bunăvoie la eleganță și chiar la multe lucruri necesare (păstrând doar strictul necesar), renunță la ură, la antipatie și la toate celelalte gânduri care ar putea să-l îndepărteze de spiritul acestei zile. Cărțile liturgice și cele de rugăciune individuală accentuează că - dacă faptele publice de pocăință sunt obligatorii - cea mai plăcută jertfă și totodată adevăratul post este acela stabilit de profeți: „o inimă căită și smerită”, „ruperea lanțurilor nedreptății”, milostivirea față de văduvă și orfan, grija față de cel străin și fără adăpost.
Pe lângă celelalte interdicții pe care le găsim și în cadrul altor sărbători iudaice, de Iom Kipur există 4 interdicții speciale.
1. Interdicția de a mânca și a bea. 
2. Interdicția de purta veșminte de piele.
3. Interdicția de a întreține relații sexuale.
4. Interdicția de a folosi parfumuri.
Caracterul auster imprimat ceremoniei încă din timpul instituirii ei a fost păstrat până astăzi. Chiar dacă alte practici de pietate iudaică au mai fost uitate întrucâtva, această necesitate a penitenței este atât de vie în conștiința fiecărui evreu încât chiar și mulți evrei laici și nepracticanți ai religiei tind să meargă de Iom Kipur la sinagogă și să țină postul.

## Țapul ispășitor
În vremea antică descrisă în Scriptură, ritul cel mai important era oferirea „țapului ispășitor” (Levitic 16,8-10), asupra căruia erau rostite păcatele poporului și care era apoi trimis în pustiu: la Azazel. Acest nume provine de la un cuvânt necunoscut, care nu se găsește nicăieri în altă parte afară de Biblia ebraică. Exegeții presupun că ar deriva de la cuvintele aze (capră) și azel (plecare, îndepărtare). multe au fost încercările de a găsi semnificația lui. Unuii presupun că ar fi vorba de un loc specific unde acest animal era sacrificat. Alții îl consideră ca fiind numele unui spirit rău (necurat). Într-adevăr, un spirit necurat cu acest nume este amintit în cartea apocrifă „Apocalipsa lui Enoh” (Hanoh). Conform acestei interpretări păcatele ar fi trimise înapoi la spiritele rele de la care vin și care le posedau de la bun început. Unii din exegeții ortodocși moderni au susținut că locul unde era purtat acest țap era un  „loc sălbatic” oarecare în afara cetății și că nu exista nici un loc anume numit Azazel. Cu alte cuvinte, „țapul ispășitor” sau „capra plecării” erau pur și simplu lăsați liberi.